# Айкава (Ніїґата)
Айка́ва (яп. 【相川町】, あいかわまち) — колишнє містечко в Японії, в префектурі Ніїґата. Розташовувалося на північному заході острова Садо. Складова сучасного міста Садо. У XVII — XIX століттях було центром гірничої промисловості, місцем державних копалень, де видобували золото і срібло. Усі копальні містечка перебували під прямим урядуванням шьоґунату Токуґава. Після реставрації Мейджі 1868 року вони перейшли у приватну власність, а 1989 року були закриті. Містечко було відомо айкавською керамікою (айкава-які), яку випалювавли із землі, добутої на копальнях, а також айкавською піснею (айкава-ондо), що виконувалася на свято О-бон й оспівувала війну середньовічних родів Тайра та Мінамото.